# 三浦大根

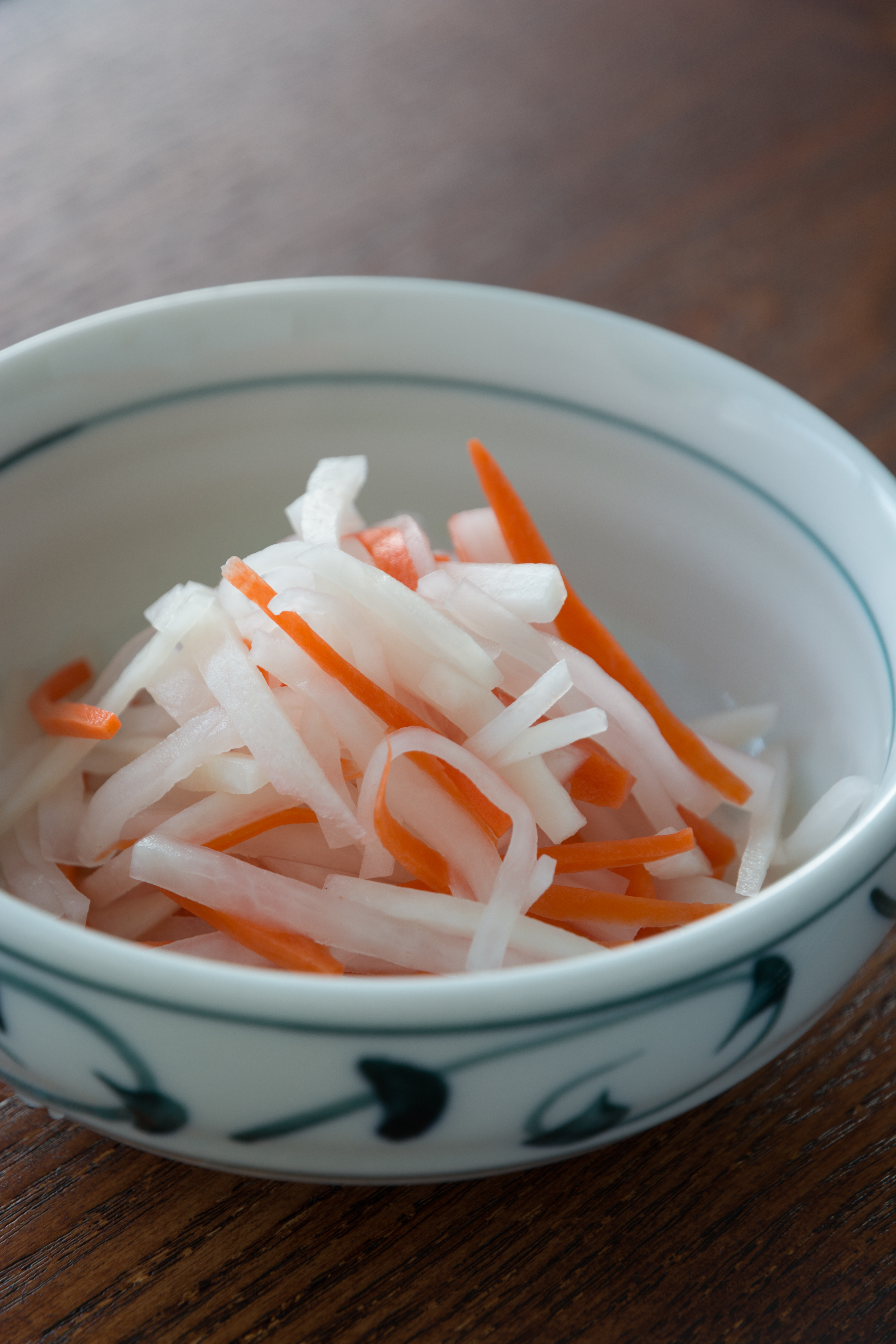
三浦大根で作った紅白なます

三浦大根（みうらだいこん）は、神奈川県の三浦半島特産のダイコンの品種である。白首の大根で、長くて中央が太くなる形が特徴。
かつては三浦半島の主力品種であったが、1980年（昭和55年）頃を境に作付が激減し、青首大根に主力の座を譲った。
現在は地域の出荷量全体の1％程度に留まり、主に正月商材として冬季（12月 - 3月）に流通する。

## 特徴
白首大根系の品種。青首大根に比べて大ぶりで、重さは通常2.5 - 3キログラム (kg) 、大きいもので5 - 8 kg、長さは約50 - 60センチメートル (cm) ほどになる。
首の部分が細くて尻に向って太くなる「中ぶくれ」。このため収穫で引き抜くのに力を要し、高齢化が進む農家から敬遠される原因となった。
肉質は緻密で柔らかく、なますや、煮崩れしにくいためぶり大根などの煮物やおでんの具に向く。辛味は強め。葉も繊維がやわらかくておいしく食べられるが、出荷前に切り落とされる。葉は濃い緑色で切り込みが深く、地面に植えられているときは葉軸が真上に向かってまっすぐ伸びて、放射状にアーチを描くように垂れ下がる。地上部が青くなる青首大根系と異なり、春まで畑における貯蔵性の高い品種である。

## 歴史
明治以降に、ねずみ大根の系統を受け継ぐ高円坊大根系と、練馬大根との交雑改良によって生まれ、1925年（大正14年）に正式に「三浦大根」と命名された。2 - 3月の青物が少なくなる冬場に旬を迎え、スが入ることが少ないことから、当時は収量の良い大根として東京市場でもてはやされた。しかし、戦後昭和の食生活の洋風化や核家族化によって大型の大根である三浦大根の需要が減少し、さらに1979年（昭和54年）10月の台風被害の対策として導入された青首大根への転作が進み、現在では三浦半島で栽培される大根の作付面積の1パーセント未満という状況になっている。現在は「黒崎三浦」というF1品種が出て在来種はあまり栽培されなくなったが、地元野菜を守ろうとする生産者と、根強い愛好者によって支えられて三浦大根の生産が継承されている。
- 三浦半島では、江戸時代初期の寛永年間から大根栽培が行われていた[3]。
- 1905年（明治38年）[9] 三浦の地場大根の高円坊大根と練馬大根などを交配させ、長期に渡り耐病性の三浦大根が育成される[10]。
- 1925年（大正14年） 郡農会の岸亀蔵技師により正式に「三浦大根」と命名される[10]。
- 1979年（昭和54年） 台風20号によって甚大な被害を受ける[3]。追播に栽培が容易で多収、軽量の青首系品種「耐病総太り」が導入される[10]。
- 1980年（昭和55年）頃より、急速に作付が減少し、1981年（昭和56年）には青首大根に主力品種の座を譲る[10]。

## 栽培・生産
三浦半島は東京湾と相模湾に挟まれた太平洋に突き出た半島で、年間平均気温が15.4度の海洋性気候の環境下で野菜の露地栽培が行われている。その中でも冬場に栽培される主力野菜がダイコンで、主流は青首大根であるが、在来種の三浦大根が正月向けに三浦半島南部の丘陵地帯で栽培が続けられている。温暖な気候と海からの潮風のミネラル分、もともと野菜栽培に適した地力がある土壌のおかげで、肥料や農薬はあまり使わないで栽培されている。連作障害もないといわれているが、風を遮るものがない地形のため台風による強風が栽培上の最大の障害になるという。
秋まきで育てる晩生種で、播種から収穫までに約120日ほどかかる。播種は9月上旬に行い、株間30 cmで5粒ずつ点まきで畑の畝に直播きすると、1週間ほどで発芽する。本葉が2 - 3枚のときと5 - 6枚になる10月に間引きを行って、最後に1本にする。間引き菜は「おろ抜き」とよばれ、おひたしや塩漬けにして食べられる。間引きを行った後は、鶏糞やぼかし肥を畝の肩に追肥し、中耕して土寄せすると良いとされる。12月になると寒さが増して地下部の根茎（いわゆる大根）が急速に肥大し、12月20日を過ぎるころから収穫期を迎える。収穫は土から出ている肩の部分の大きさを見て、株のまわりを少し掘り、葉の根元と首を持って、まっすぐ上に引き抜くようにして行う。市場への出荷は、年末の12月23日から3日間だけ東京市場などに出荷されるが、地元からの直接販売は3月まで継続して行われる。

## 利用法
煮物、なます、つまなどに調理される。三浦大根は煮崩れしにくく、煮物やおでんなどに向いている。その他、焼酎原料に利用される。

## 関連商品・施設

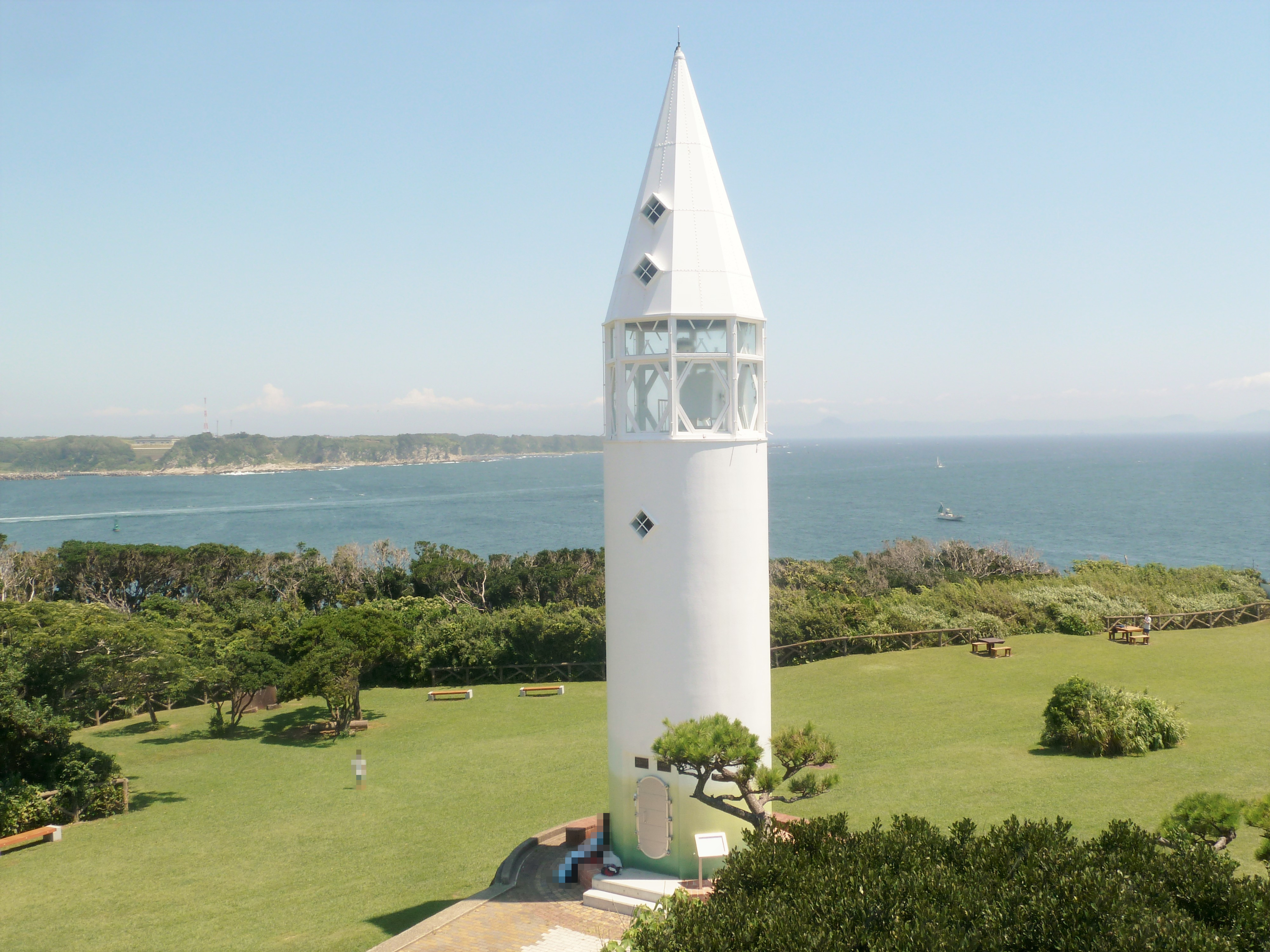
三浦大根をモチーフにした安房埼灯台

- だいこん焼酎 三浦 - 三浦大根と米と麹から作られる単式蒸留焼酎。アルコール度25％。三浦ブランド商品として企画され、福岡県の目野酒造株式会社に製造を委託。三浦市とその周辺の酒店での店頭販売のほか、通信販売も行なっている。
- レディーサラダ - 三浦大根から品種開発されたサラダ専用の紅色をした大根の品種。
- 安房埼灯台 - 城ヶ島公園に建つ灯台（2代目）。2020年（令和2年）3月に現在地へ移転新築する際、三浦大根をモチーフにデザインされた[11]。